# Skivelavsvampe
Skivelavsvampene (Lecanoromycetes) tilhører rækken Sæksvampe (Ascomycota). De danner en klasse, som rummer føgende ordener:
- Underklasse: Acarosporomycetidae
  - Orden: Acarosporales
- Underklasse: Ostropomycetidae
  - Orden: Agyriales
  - Orden: Gyalectales
  - Orden: Ostropales
  - Orden: Prikvortelav-ordenen (Pertusariales)
  - Orden: Trichotheliales
- Underklasse: Lecanoromycetidae
  - Orden: Skivelav-ordenen (Lecanorales)
  - Orden: Skjoldlav-ordenen (Peltigerales)
  - Orden: Væggelav-ordenen (Teloschistales)